# Батиница, Марко
Марко Батиница (серб. Марко Батиница; 31 мая 1997, Смедерево, Союзная Республика Югославия) — сербский футболист, полузащитник клуба «РСК Раброво».

## Карьера

### Клубная карьера
Марко являектся воспитанником ОФК. В 2014 году полузащитник подписал профессиональный контракт с белградским клубом.
19 июля 2015 года Батиница дебютировал в Суперлиге Сербии, выйдя на замену в перерыве матча с «Црвеной Звездой». Всего в сезоне 2015/16 Марко принял участие в 4 играх, а ОФК покинул высший сербский футбольный дивизион.

### Карьера в сборной
Марко выступал за юношескую сборную Сербии (до 16 лет), за которую провёл два матча.